# Ordál

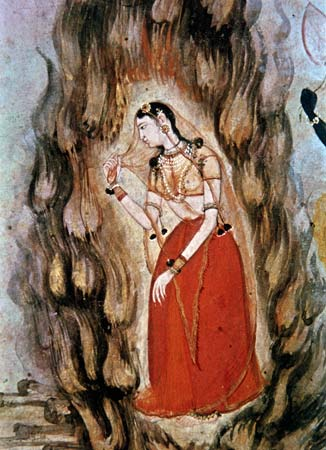
Zkouška ohněm (Mughalská říše, Indie, kolem 1600)

Ordál, také ordálie nebo boží soud, byl krajní důkazní prostředek při rozhodování soudních pří, když jiné prostředky selhaly nebo chyběly. O vině a nevině (nebo o nepravdivém svědectví) měla rozhodnout zkouška, při níž se očekával zásah nadpřirozených sil.

## Původ
Slovo ordál je germánského původu, odvozuje se z něho jak německé Urteil (rozsudek), tak starší české ortel. Sám institut je ale daleko starší, poprvé je doložen ve staré Mezopotámii, v sumerském zákoníku krále Urnammu (asi 2100 př. n. l.) a v Chammurapiho zákoníku (1650 př. n. l.) jako zkouška vodou. Užíval se však také v Indii, v Číně a v dalších starověkých civilizacích, ne však ve starověkém Římě a Řecku. Indický Manuův zákoník (Manusmrti) k tomu dodává, že zločinec se domnívá, že jeho čin nikdo nevidí, ačkoli ve skutečnosti jsou svědky nejen bohové, ale i země, voda atd. Pokud svědek do týdne po výpovědi zemře, byla jeho výpověď falešná.
V Evropě je ordál poprvé doložen u Franků v období stěhování národů, užíval se až do pozdního středověku, kdy jej nahradilo vynucování přiznání mučením, a obnovil se při čarodějnických procesech počátkem novověku. Už od počátku byly ordály křesťanskou církví kritizovány – jednak dokazovací praktiky vycházely z pohanských tradic, jednak ordály znevažovaly autoritu církve a spravedlnosti, když například i zcela zřejmý vrah díky ordálu vyvázl.
V Čechách se ordál poprvé zmiňuje v Břetislavových dekretech (1039) a byl použita např. po atentátu na knížete Soběslava I. v roce 1130. V českých zemích se s první odmítavou reakcí setkáme v synodálním statutu Jana IV. z Dražic z roku 1312, kterou do svých prvních statut zahrnul také zatím ještě biskup Arnošt z Pardubic roku 1343 (latinská statuta vyšla v Plzni v roce 1476 jako jedna z prvních knih, vytištěných v Čechách). Jan IV. zde zapovídá spoluúčast kněží při ordálu vody a železa. Od 17. století se ordály užívaly jen výjimečně, definitivně je zakázala císařovna Marie Terezie roku 1776.
Účast křesťanských kněží při ordálech zakázal Čtvrtý lateránský koncil (1215), čímž byla značně narušena jejich legitimita jakožto soudů vykonávaných Bohem.

## Současné obdobné praktiky
Spoléhání se na vnější zásah (podle víry: vliv náhody nebo nadpřirozených sil) při rozhodování ve sporných momentech se v určité formě stále projevuje v lidských činnostech, jako je házení mincí nebo hracích kostek, losování, trhání okvětních lístků kopretiny nebo pokus o sebevraždu naplánovaný tak, aby mu mohlo, ale nemuselo být zabráněno atd.

## Různé způsoby

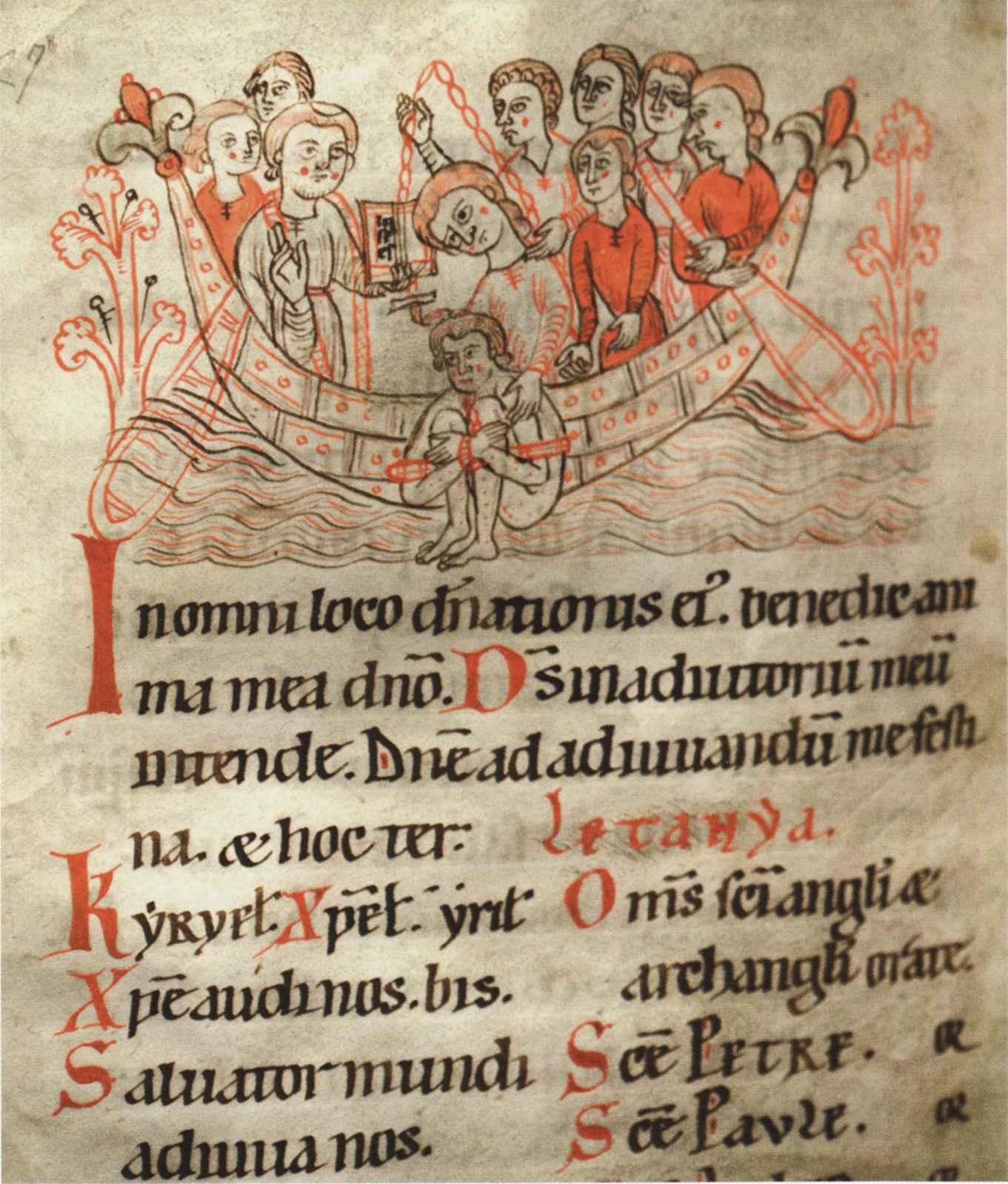
Ordál vodou (Německý rukopis, kolem 1180)

Ordál se prováděl jako zkouška, která by člověka za běžných okolností poškodila nebo zabila. Z historie známe zejména následující způsoby, ovšem v mnoha různých místních variantách.
- Zkouška vodou: Chammurapiho zákoník ji popisuje tak, že se podezřelá osoba zaváže do pytle a hodí do řeky. Pokud by přežila, je nevinná. Je popsána také ve staroindické Višnu Smrti (Dharmašástra), Indové odsouzence spoutali provazem a hodili do vody, důkazem neviny bylo, když se podezřelý uvolnil z pout a vyplaval na hladinu. Francký král Ludvík Pobožný zakázal zkoušku vodou již roku 829, ale znovu se objevila koncem středověku při čarodějnických procesech. V českých zemích se užívala ve formě potopení svázaného do vody – pokud se obviněný potopil, voda jej přijala jako čistého a byl tedy nevinný; provinilec zůstal plavat na hladině. Jinou formou bylo brodění přes prudký brod – pokud obžalovaný vyvázl, byl nevinný.
- Zkouška ohněm se mohla konat tak, že podezřelý měl přejít určitou vzdálenost po žhavém uhlí, případně vzít do ruky rozžhavený kus železa nebo jej olíznout jazykem. V jiném případě měl obviněný přiložit na rozžhavené železo dva prsty, ty mu pak byly zavázány a obvaz zapečetěn. Pokud se rána do sedmi dnů zahojila, byl obviněný nevinen. Byl použit např. při procesu s atentátníky na knížete Soběslava I. v roce 1130. Ze zkoušky ohněm pochází úsloví, že „dobrého nepálí“.
- Zkouška polykáním: podezřelý měl sníst jisté množství suchého chleba a pokud se zakašlal, byl vinen.
- Zkouška křížem – obžalovaný a žalující se postavili proti sobě s rozpaženýma, někdy i zatíženýma rukama. Vinný byl ten, kterému jedna nebo obě ruce dřív klesly.
- Zkouška horkou vodou: prováděla se buď jako zkouška polykáním – obžalovaný musel vypít horký nápoj; nebo jako zkouška ohněm – obžalovaný musel vyjmout nějaký předmět, např. prsten z vroucí vody.
- Zkouška soubojem – vítěz má pravdu. S touto formou božího soudu je vzdáleně spřízněno i rozhodování vojenských střetnutí nikoli bitvou vojsk, ale soubojem vojevůdců – např. mezi svatým Václavem a zlickým knížetem, který byl vyzván na souboj před zraky obou vojsk. Souboje měly přesně daná pravidla – v českých zemích se šlechtici směli bít mečem, poddaní holemi. Souboje se směla účastnit i žena, přičemž její mužský soupeř byl znevýhodněn – musel stát po pás v jámě nebo v sudu. Souboje se i v Evropě konaly až do začátku 20. století, i když už neměly povahu ordálu.
- Zkouška zvířaty. V Indii byl obviněný někdy uzavřen do cely s jedovatými hady, pokud zde přečkal určitou dobu bez uštknutí, byl nevinen. Na Madagaskaru (sever a východ ostrova) a místy v Africe (např. království Buganda) se používala zkouška krokodýly, obviněný měl přeplavat nádrž s krokodýly nebo byl "předveden" před krokodýla.
- Zkouška jedem. V minulosti široce rozšířená v Africe (Dahome, Kongo[nepřesný odkaz], Lozi aj.) a na Madagaskaru (království Imerina). Obviněný musel spolknout jedovatá semena, pokud je včas vyzvracel, byl nevinen, pokud je nevyzvracel, byl vinen a zemřel na otravu. V případě "nehrdelních" zločinů mohlo v některých oblastech obviněného zastoupit domácí zvíře (pes, slepice) nebo otrok, kterému byl jed podán. V případě úmrtí "zástupce" byl jeho majitel potrestán např. pokutou či vyhnanstvím. Podle Bible (Nu 5,12n) má těhotná žena podezřelá z nevěry vypít „hořkou vodu“ a pokud nepotratí, je nevinná.
- Také přísaha se původně chápala jako jistá zkouška: pokud by přísahající lhal, Bůh nebo božstvo, „při němž“ přísahal, by jistě zasáhlo. Ačkoli přísahu výslovně zakazuje Nový zákon (Mt 5,34), užívala se až do nedávné doby a v občanské podobě se užívá dodnes, nemá ovšem už povahu ordálu.
- Víra, že tělo oběti vraždy dokáže nějakým způsobem odhalit vraha, např. tím, že začne v jeho přítomnosti krvácet. Obvinění byli jeden po druhém přiváděni k tělu, a pokud v přítomnosti některého z nich začaly rány zavražděného krvácet, byl obviněný označen za vraha. Tento typ ordálu se výjimečně užíval v Českých zemích i jinde v Evropě až do 16.-17. století.